# Scholia Sinaitica
Die sogenannten Scholia Sinaitica (hergeleitet aus Scholion, altgriechisch σχόλιον ‚Schulstückchen‘, latinisiert im Plural: scholia; kurz: SS) sind Papyrusfragmente eines griechisch abgefassten Kommentars zu Ulpians libri ad Sabinum. Die Entstehung wird im langen Zeitraum zwischen 438 und 529 n. Chr. vermutet, nachdem wohl verschiedene Autoren nacheinander daran gearbeitet hatten. Aufgefunden hatte die Schriftenrolle (vor den Jahren 1879/1880) der griechische Klassische Philologe Gregorios Bernardakis in der Bibliothek des Katharinenklosters am Fuß des namengebenden Berg Sinai.
Die Handschrift enthält Bearbeitungen der Bücher 35 bis 38 des ursprünglich 51 Bücher umfassenden ulpianischen Werks. Ulpian hatte diese an Masurius Sabinus gerichtet, der ein bedeutender Rechtslehrer des 1. Jahrhunderts war. Da die Verfasser der Nachbearbeitungen offensichtlich fundierte Kenntnisse über die spätklassische Literatur und die gültigen Kaiserkonstitutionen hatten, vermutet die Forschung weiterhin, dass das Werk aus der seinerzeit florierenden Rechtsschule von Beirut stammt. Zitiert werden juristische Textpassagen aus den Kodizes Gregorianus, Hermogenianus und Theodosianus.
Das Werk gilt als bedeutendstes Zeugnis des vorjustinianischen Rechtsunterrichts.